# Парк Патриотов
Парк патриотов — парк в городе Воронеже.

## Описание
Парк расположен в Левобережном районе Воронежа на Ленинском проспекте. Относится к числу самых крупных парков города. 
Парк разбит в ходе послевоенного благоустройства Воронежа, когда по окончании Великой Отечественной войны Монастырщенская роща была преобразована в Парк Строителей. 
Расположенное в роще советское воинское захоронение в 1965 году было укрупнено путём перемещения останков воинов из других могил Левобережья (всего 291 человека), и на месте образовавшейся Братской могилы № 6 установили Памятник защитникам Воронежа работы скульптора В. К. Мельниченко (первоначально был выполнен из гипса, а в 1969 году состоялось торжественное открытие металлической скульптуры). Однако выполненная в «суровом стиле» работа молодого скульптора не смогла завоевать симпатий горожан (в том числе по причине невысокого качества исполнения) и была демонтирована в 1989 году в связи с разработкой по инициативе Совета ветеранов Великой Отечественной войны проекта масштабной перепланировки парка, предусматривавшего строительство на месте площадки с монументом музея-диорамы «Освобождение Воронежа». Но в условиях распада СССР реализация проекта затормозилась, и строительство здания музея завершилось только в 2000 году. В нём разместились экспонаты, перевезённые с улицы Степана Разина, а на открытом воздухе расположилась музейная коллекция военной техники, артиллерийских орудий как времён Великой Отечественной войны, так и более современной, в том числе и вертолёт Ми-8Т.
В центре парка, получившего современное название с открытием музея, у благоустроенной братской могилы № 6 горит Вечный огонь павшим в боях воронежцам, а на монументе выбиты их имена. 
Поблизости расположена открытая в 2007 году Аллея Героев — 15 бюстов воронежцев — полных кавалеров ордена Славы и Героев Советского Союза работы скульпторов Дикуновых, в том числе 12 бюстов Героев Советского Союза: Михаила Кащеева, Константина Феоктистова, Алексея Кольцова, Якова Крейзера, Дмитрия Фалина, Николая Бочарова, Алексея Попова, Владимира Косарева, Михаила Родных, Георгия Балашова, Дмитрия Чеботарева, Семёна Кривошеина — и три бюста полных кавалеров ордена Славы: Михаила Асеева, Петра Праслова и Дмитрия Прощенко.
В 2013 году разбита Аллея Ветеранов: 7 мая участники войны, школьники и представители городской власти высадили кленовые саженцы.
Благоустройство площадки с братской могилой защитников Воронежа завершилось 6 мая 2010 года торжественным открытием памятной стелы «Воронеж — город воинской славы». Памятная колонна выполнена в дорическом ордере и изваяна из гранита. Её венчает герб Российской Федерации. Передняя часть постамента украшена картушем, на которой приведён текст указа Президента РФ о присвоении звания «Город воинской славы». Обратная часть постамента — картуш с изображением герба города. Стелу окружают четыре пилона, на которых размещены барельефы, посвящённые важным военно-историческим событиям из воронежской летописи.
Неподалёку от стелы в 2019 году сооружён памятник «Бойцам спецподразделений и сотрудникам органов государственной безопасности» — две бронзовые фигуры бойцов спецназа с оружием в руках работы скульптора-монументалиста В. Н. Петрихина.
После перепланировки парк Патриотов стал местом проведения торжественных мероприятий, посвящённых государственным и воинским праздникам. Например, праздничные мероприятия проведены 10 сентября 2011 года в день 425-летия города.
22 июня 2023 года в День памяти и скорби состоялось торжественное открытие Часовни памяти — мемориала защитникам Отечества: воинам и контрразведчикам, труженикам тыла, павшим и пропавшим без вести на фронтах Великой Отечественной войны. Сооружённая по проекту Б. Н. Матвеева часовня из белого мрамора высотой около пяти метров изнутри украшена георгиевским крестом — традиционным символом воинской славы.
Дальнейшее развитие парка связано с реконструкцией: разработан проект его расширения за счёт части набережной Авиастроителей, которая располагается напротив, и совмещения пространств для отдыха и для проведения образовательно-патриотических мероприятий. Предполагается организация в парке Патриотов новых зон для массовых мероприятий и для активного отдыха с увеличением протяжённости существующей мемориальной зоны, а на набережной Авиастроителей планируется зона для активного отдыха.

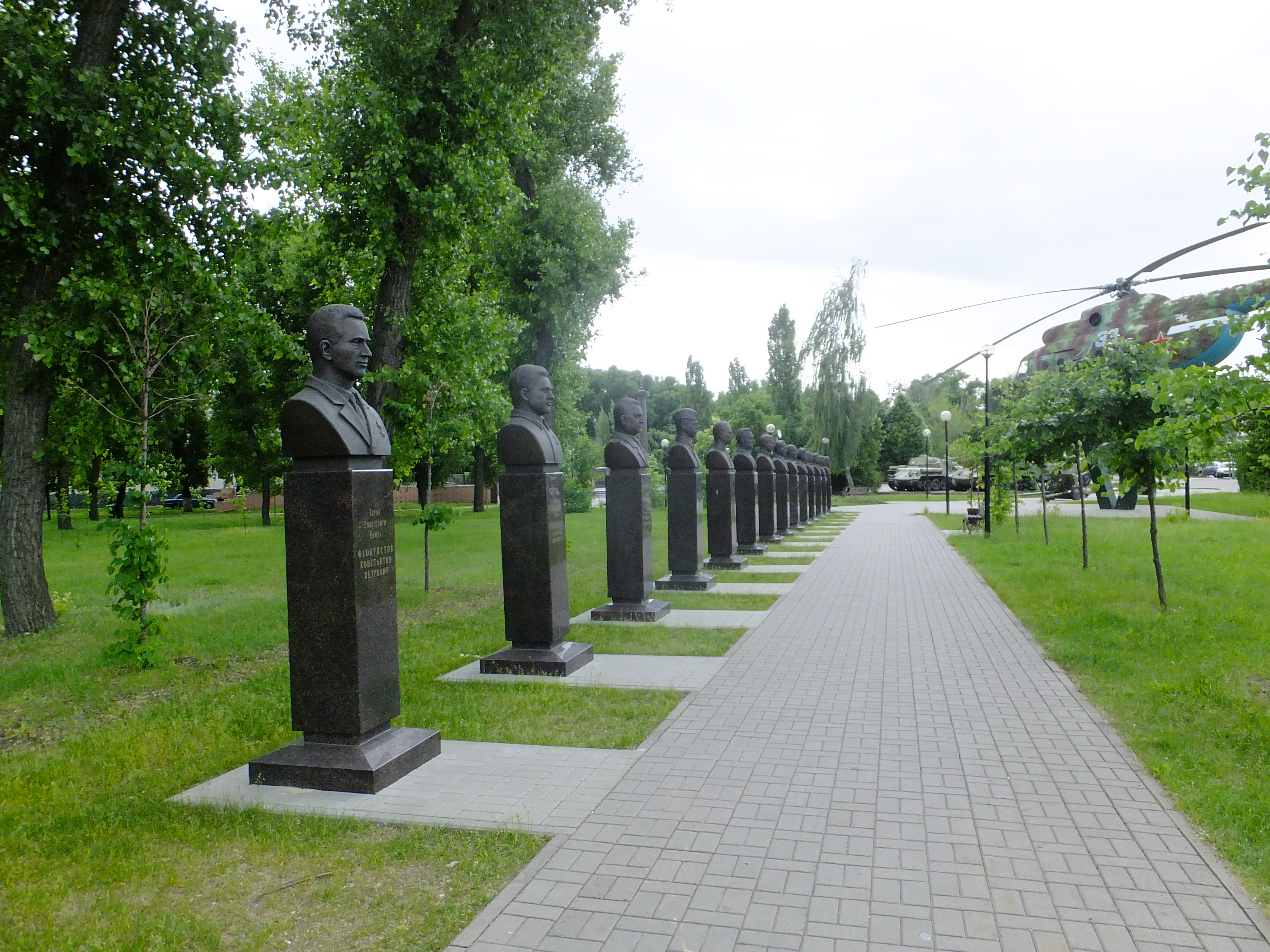
Аллея героев
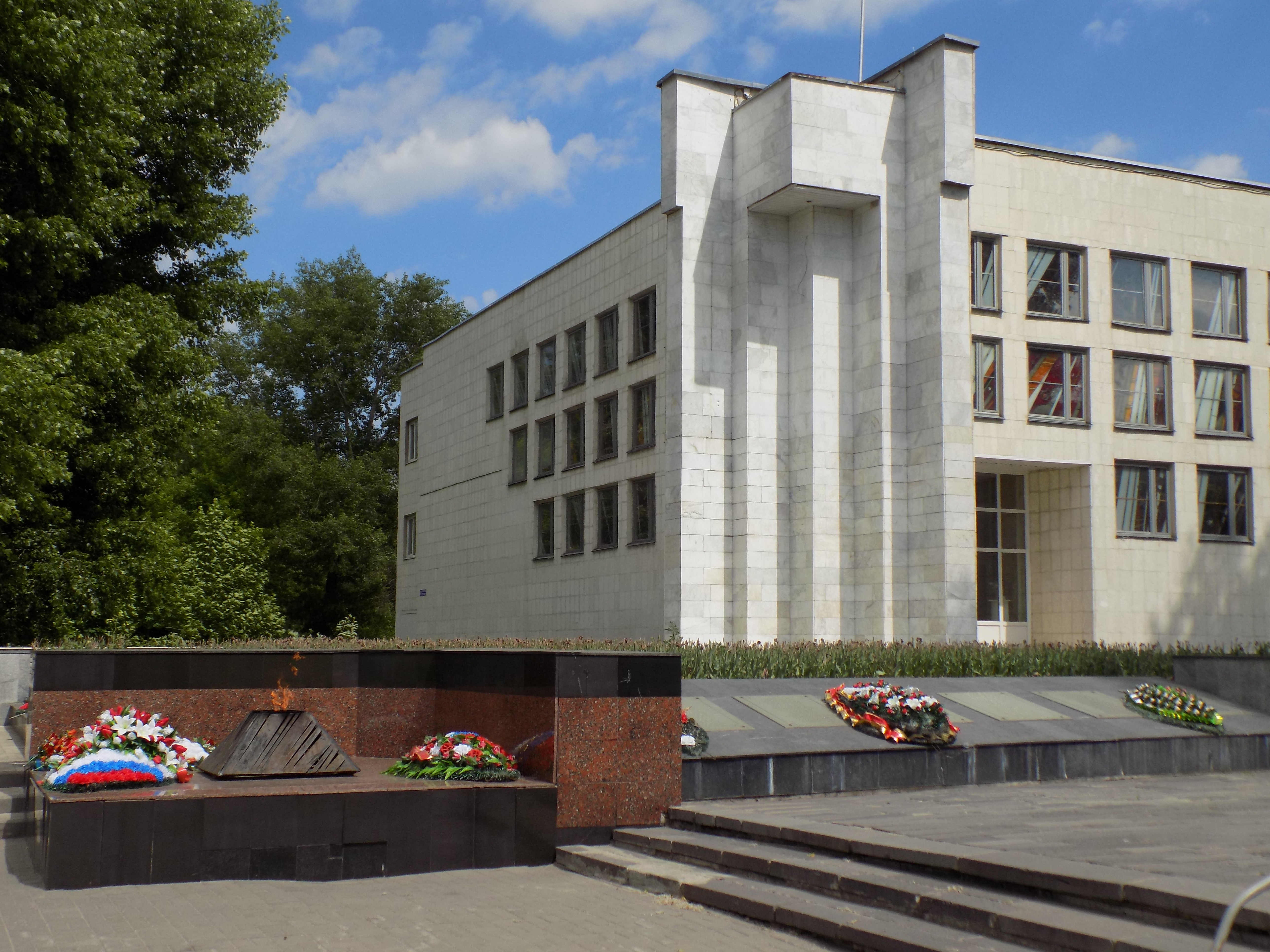
Братская могила с Вечным огнём и музей-диорама
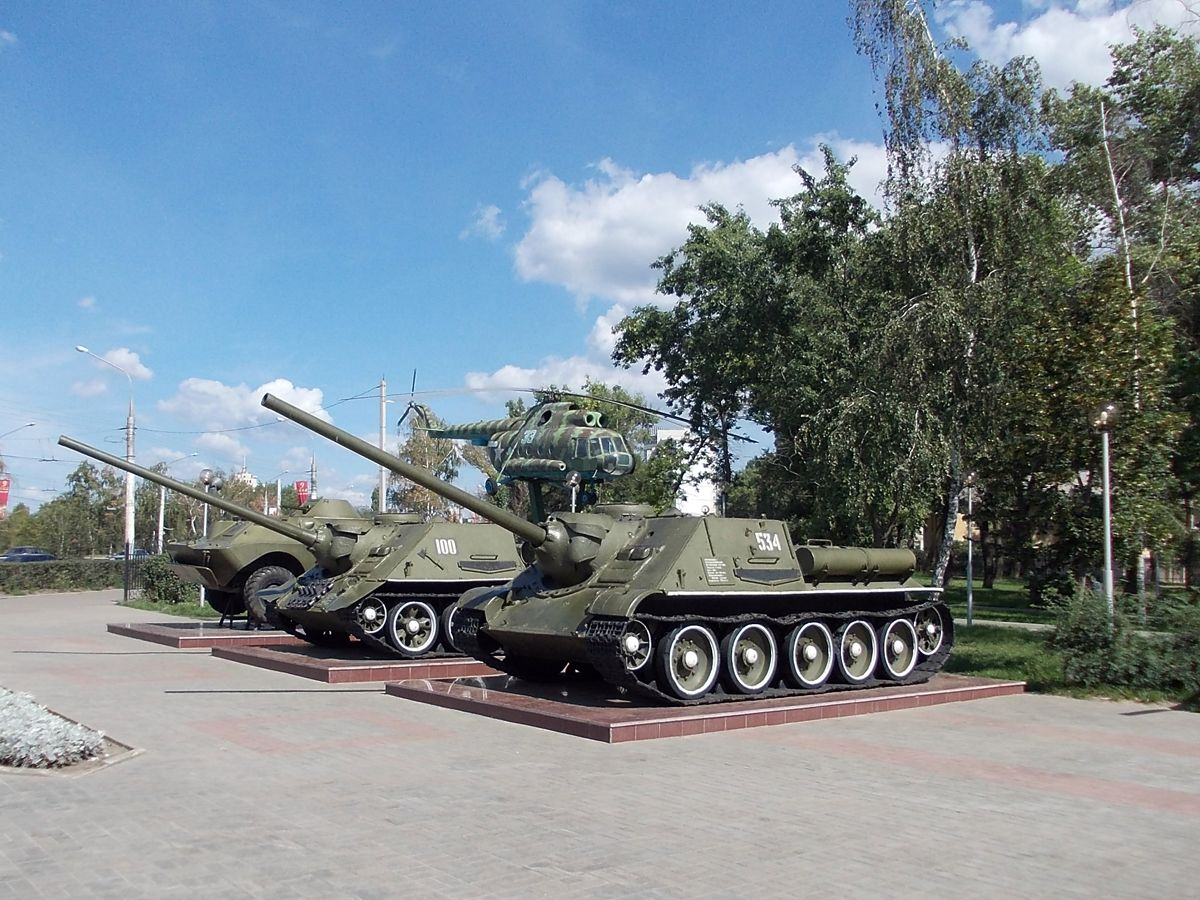
Военная техника
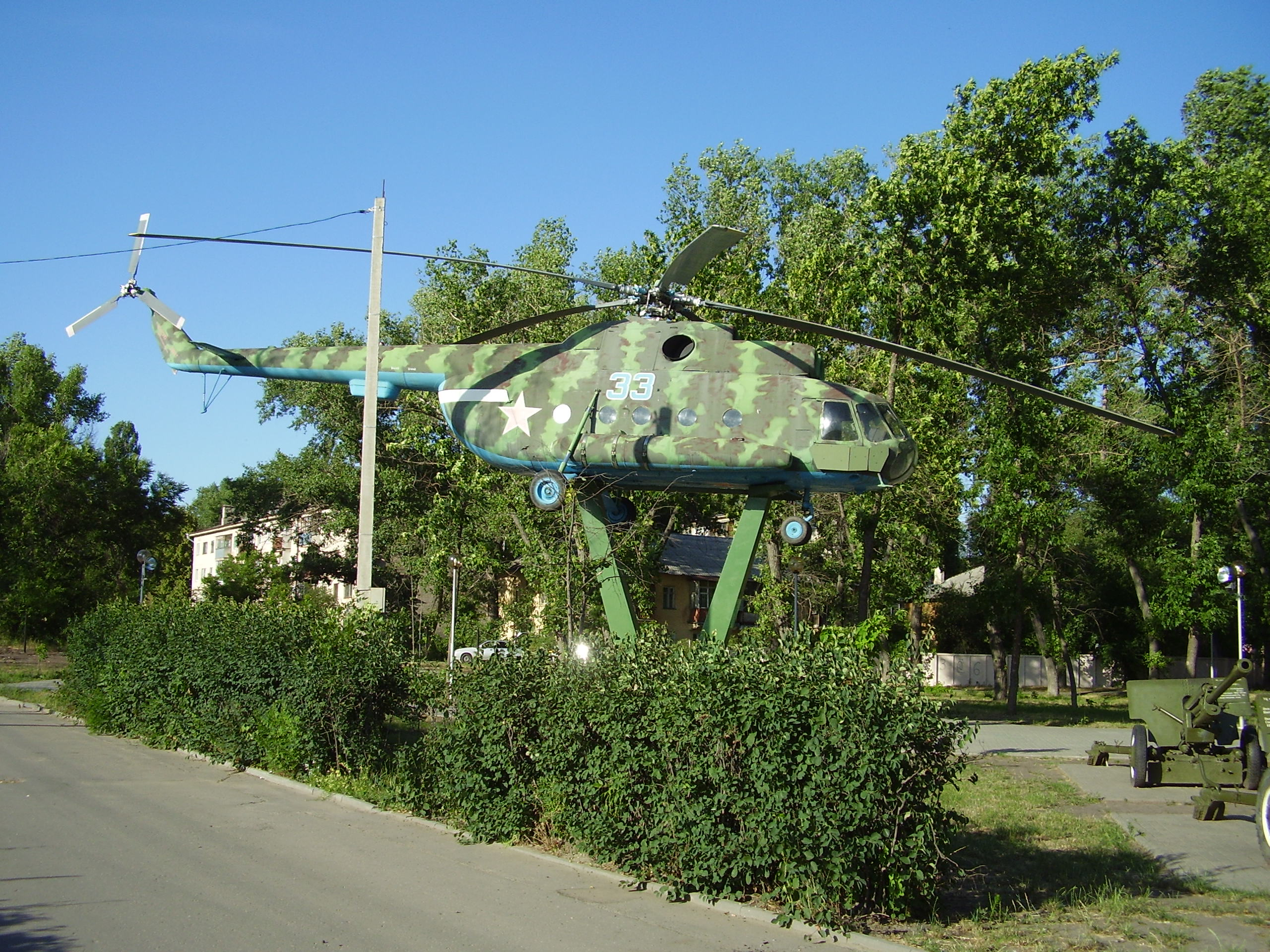
Военная техника
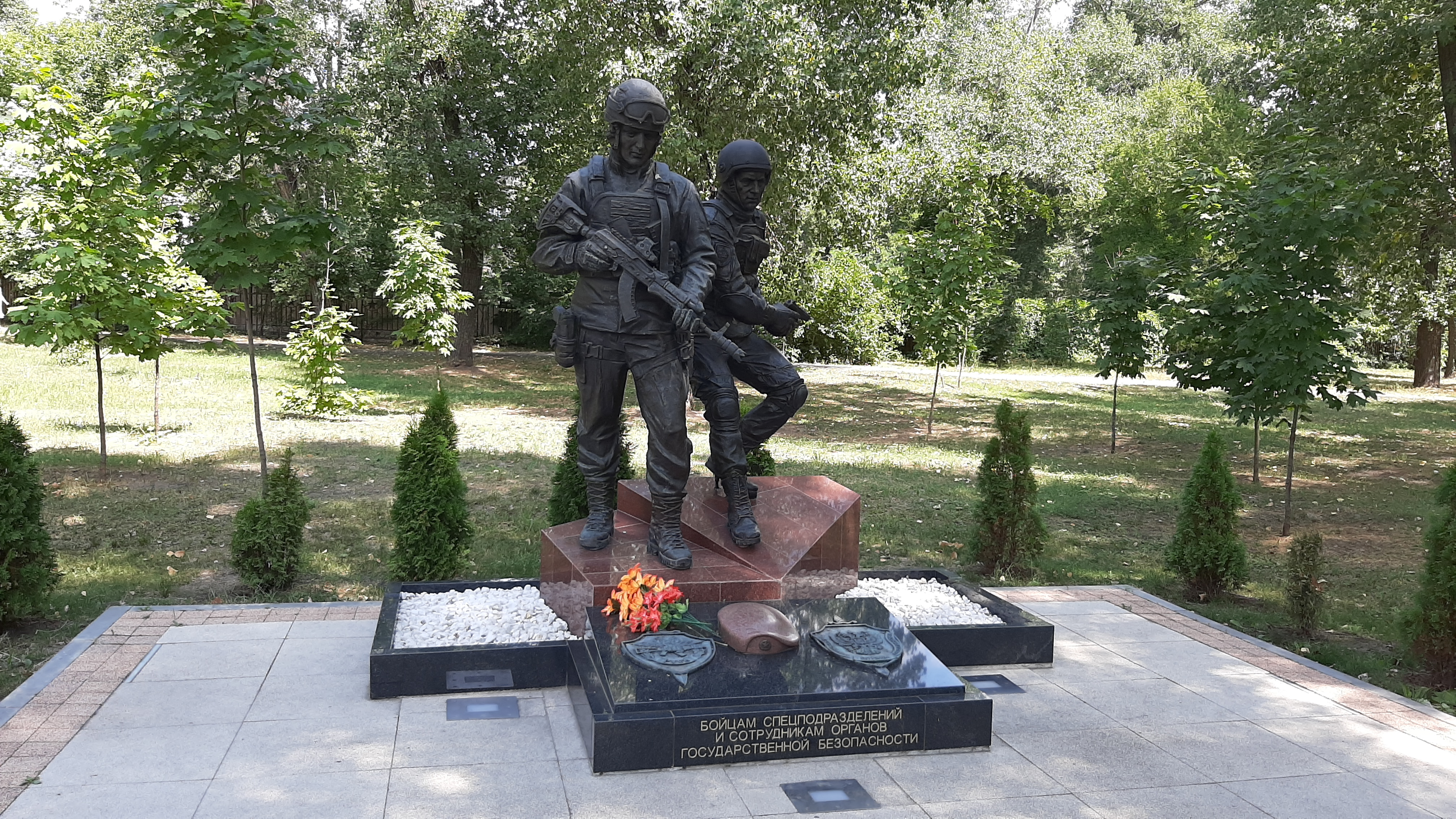
Памятник бойцам спецподразделений